# Гокіо-Рі
Гокіо-Рі (пік Гокіо, англ. Gokyo Ri) — гора висотою 5483 м в районі Джомолунгми. З піка Гокіо відкривається вид на чотири «восьмитисячники» — Джомолунгма (Еверест), Лхоцзе, Чо-Ойю і Макалу. На вершині гори атмосферний тиск вдвічі нижчий, ніж біля поверхні моря.
Біля підніжжя гори Гокіо-Рі знаходиться озеро Гокіо, а на його березі невелике село  Гокіо. Там є кілька готелів, інтернет, водопровід. У селищі також є вертолітний майданчик. Дістатися до Гокіо можна за 3 дні пішки з Намче-Базару.
Через перевал з Гокіо можна дійти до гори Калапатар, з якого відкривається чудовий вид на Еверест. Також можна дістатися до Базового табору Евересту.